# Jehuda Cvi Blum
Jehuda Cvi Blum (hebrejsky: יהודה צבי בלום, narozený 1932) je izraelský profesor práva a diplomat. V letech 1978 až 1984 působil jako izraelský stálý zástupce při Organizaci spojených národů (OSN)

## Biografie
Narodil se v Bratislavě v Československu a bar micva podstoupil v koncentračním táboře Bergen-Belsen. Po druhé světové válce emigroval roku 1945 do britské mandátní Palestiny. Vystudoval právo na Londýnské univerzitě a v roce 1965 začal přednášet na Hebrejské univerzitě v Jeruzalémě. Po zahájení akademické kariéry působil jako hostující profesor na řadě amerických právnických školách. V roce 1968 se stal odborným asistentem UNESCO (UNESCO Fellow) na univerzitě v Sydney. Téhož roku se stal členem právní rady OSN. V roce 1973 byl součástí izraelské delegace na 3. Konferenci OSN o námořním právu. O tři roky později byl členem izraelské delegace při 31. zasedání Valného shromáždění OSN. V letech 1978 až 1984 pak působil jako stálý izraelský zástupce při OSN.
Z pozice stálého zástupce při OSN byl Blum k této organizaci často kritický a například prohlásil, že se z OSN, která by měla podporovat mír „stala aréna násilné rétoriky, která rozdmíchává plameny blízkovýchodního konfliktu.“ Americký deník The New York Times jej dále cituje: „Podstata blízkovýchodního konfliktu vždy byla a je přetrvávající nepřátelství arabských států proti židovskému národnímu obrození.“ Během svého působení v této funkci též podle titulku stejného deníku „vyhuboval“ skupině 133 amerických židovských studentů práva, kteří protestovali proti izraelské invazi do Libanonu a proti židovskému osadnictví na Západním břehu a v Pásmu Gazy. Ve své reakci zpochybnil jak faktografickou, tak morální pozici názoru studentů, když mimo jiné prohlásil, že studenti „nemají sebemenší náznak ochoty nést jakékoli osobní důsledky své povýšenosti a náhodných rad.“
Blum byl rovněž členem izraelského vyjednávacího týmu, který dojednal mírovou smlouvu s Egyptem.

## Dílo
- Historic Titles in International Law (1965)
- Secure Boundaries and Middle East Peace (1971) (s úvodem od Julia Stona)
- For Zion's Sake (1987) – dostupné online
- Eroding the United Nations Charter (1993) – dostupné online